# Kamenashi Kazuya
Kamenashi Kazuya (亀梨和也 Kamenashi Kazuya, Quy Lê Hòa Dã), thường được gọi là Kame, là một thần tượng, nam ca sĩ, nhạc sĩ, diễn viên, người dẫn chương trình, nhà sản xuất và thỉnh thoảng là người mẫu nổi tiếng ở Nhật. Sinh trưởng tại Edogawa, Tokyo, anh gia nhập công ty giải trí Johnny & Associates năm mười hai tuổi và được tuyển vào nhóm nhạc KAT-TUN năm 2001. Nhóm này chính thức ra mắt công chúng năm 2006 và đã đạt được nhiều thành công liên tiếp với toàn bộ bốn album và mười hai đĩa single đều đứng nhất bảng xếp hạng Oricon ở Nhật.
Kamenashi còn khẳng định tên tuổi mình như một diễn viên với các vai diễn được trao giải thưởng trong ba bộ phim truyền hình Nobuta wo Produce, Gokusen 2 và Kami no Shizuku. Kame luôn xuất hiện đều đặn trong các phim truyền hình từ năm 2005 . Anh cũng là người đồng dẫn talk show của KAT-TUN trên đài NTV, Cartoon KAT-TUN, và có chương trình radio của riêng mình Kase by Kase phát sóng bởi Nippon Cultural Broadcasting.

## Trước khi debut
Kame tham gia cùng kì dự tuyển với Akanishi Jin và Nakamaru Yuichi (2 người bạn cùng nhóm KAT-TUN sau này). Cùng với năm thành viên nữa Akanishi Jin, Taguchi Junnosuke, Tanaka Koki, Ueda Tatsuya, Nakamaru Yuichi), Kamenashi, chữ K của nhóm và là một trong hai thành viên nổi tiếng hơn (cùng với Akanishi), tạo thành nhóm KAT-TUN. Dù là thành viên nhỏ tuổi nhất, Kame thường được coi là người đại diện không chính thức của nhóm nhờ tài ăn nói trước công chúng. Anh thường giữ vai trò MC cho KAT-TUN trong các chương trinh truyền hình và các concert.
Năm 2001 KAT-TUN vốn được chọn và thành lập với mục đích nhảy phụ hoạ cho đàn anh Domoto Koichi của nhóm Kinki Kids nhưng họ trở nên nổi tiếng không ngờ khiến công ty phải phát triển học thành một nhóm độc lập. Tuy nhiên, họ không được ra mắt chính thức cho đến 5 năm sau khi thành lập. Sau này Nakamaru có kể lại rằng phải chờ đợi quá lâu trước khi ra mắt, cả nhóm đều lo lắng sẽ không bao giờ được chính thức hoạt động nên anh cùng Kamenashi và Akanishi tới gặp chủ tịch để hỏi cho rõ. Johnny cam đoan với họ rằng công ty đã lên kế hoạch lớn cho cả nhóm và bảo họ phải giữ vững niềm tin.

## Solo
Năm 2005, Kame cùng đóng một bộ phim truyền hình về học đường Nobuta wo Produce với Yamashita Tomohisa của nhóm NEWS. Bài hát mở đầu bộ phim do Kame và Yamapi thể hiện, "Seishun Amigo", được phát hành thành single dưới tên nhóm là Shuuji to Akira (đặt theo tên của hai nhân vật trong phim). "Seishun Amigo" nhanh chóng trở thành hit lớn khi ngay lập tức đứng đầu bảng xếp hạng vào ngày phát hành (2/11/2005) và bán được 945,315 riêng trong năm 2005. Nó trở thành single bán chạy nhất năm 2005 của Nhật Bản. "Seishun Amigo" còn tiếp tục khuấy động cho đến đầu năm 2006, cũng là single bán chạy thứ ba của năm 2006. Tổng cộng sau 65 tuần trong bảng xếp hạng Oricon danh giá, single này bán được 1.626.581 bản trước khi ra khỏi top 200. "Seishun Amigo" còn được phát hành tại Thuỵ Điển và đứng thứ 41 trong bảng xếp hạng của nước này.
Dù không phải là người chuyên viết lời nhạc, Kamenashi từng viết lời vài bài hát dưới bút danh K². Anh đã viết lời và trình bày ca khúc "Kizuna" cho bộ phim Gokusen 2, bài hát này cũng là một trong những bài B-side của single "Seishun Amigo". Bài hát "Special Happiness" trong album Best of KAT-TUN song ca cùng thành viên Taguchi Junnosuke cũng do anh tham gia viết. Trong thời gian diễn ra arena tour mùa hè 2009 của KAT-TUN, anh cho ra mắt một bài hát cùng sáng tác với Satomi và Yuka Kawamura mang tên "Aishiteiru Kara (愛しているから?)" ở Ginowan, Okinawa vào ngày 22/7/2009 và trình diễn với đệm ghita trong suốt tour diễn.

## Thành công cùng KAT-TUN
Cộng đồng fan rộng lớn của KAT-TUN khiến họ trở thành một trong những nhóm nhạc thần tượng nổi bật của Nhật Bản vào năm 2006. Nhóm nhạc chính thức ra mắt vào ngày 22/3/2006 cùng single "Real Face". "Real Face" ngay lập tức đứng đầu bảng xếp hạng single hàng tuần Oricon, bán được 754.234 bản ngay trong tuần đầu tiên. Đến cuối năm 2006, "Real Face" bán được hơn 1 triệu bản và đạt danh hiệu single bán chạy nhất năm 2006. Album debut của KAT-TUN, Best of KAT-TUN, gồm những bài hát có tiếng tăm qua những lần trình diễn của nhóm và một số bài hát được viết riêng cho album, tiêu thụ được 556.548 bản trong tuần đầu tiên và đứng đầu bảng xếp hạng album Oricon. Hai single từ album thứ hai Cartoon KAT-TUN II You, "Signal" và "Bokura no Machi de", cũng giành ngôi vị thứ nhất khi đều bán được hơn 400.000 bản ngay trong tuần đầu phát hành.
Talk show Cartoon KAT-TUN của KAT-TUN bắt đầu phát sóng ngày 4/4/2007 (phát sóng đều đặn vào tối thứ 4 hàng tuần trên kênh NTV, tập cuối phát sóng ngày 24/3/2010). Hai tuần sau đó, album Cartoon KAT-TUN II You phát hành vào ngày 18/4/2007. Album này tiếp tục thành tích giành ngôi vị đầu với 270.976 bản bán ra tuần thứ nhất. Thành công trên bảng xếp hạng được nối dài bởi các single tiếp theo (thuộc album thứ ba) "Yorokobi no Uta", "Keep the faith" và "Lips" đều đứng đầu vào tháng 6/2007, tháng 11/2007 và tháng 2/2008 với tổng cộng cả ba single tẩu tán được hơn 1 triệu bản trước khi album thứ ba KAT-TUN III -Queen of Pirates- phát hành ngày 4/6/2008. 240.317 bản được bán ra tuần đầu, KAT-TUN III -Queen of Pirates- lại đứng thứ nhất.
Single thứ bảy và thứ tám, "DON'T U EVER STOP" và "White X'mas" gặt hái được thành công liên tiếp khi cùng đứng đầu với mức tiêu thụ tuần đầu lần lượt là 381.672 và 250.106 bản. Hai single tiếp theo: "ONE DROP" và "RESCUE" cũng đứng thứ nhất vào tháng 2 và tháng 3 năm 2009. Không lâu sau đó là album thứ tư Break the Records -by you & for you- phát hành vào ngày 29/4/2009 với 200.220 bản ngay tuần đầu. Tính đến tháng 5/2009, KAT-TUN đã bán được hơn 6 triệu bản thu chỉ trong hơn 3 năm.
"Love Yourself ~Kimi ga Kirai na Kimi ga Suki~" cùng "Going!" là các single từ album thứ năm của KAT-TUN NO MORE PAIИ. Cả hai đều liên tiếp thống trị bảng xếp hạng khi lượng đĩa được tiêu thụ tuần đầu lần lượt là 354.231 và 230.452 bản. NO MORE PAIИ vừa được phát hành vào 16/6/2010 nên chưa có thống kê lượng đĩa bán ra.
Kame xuất hiện lần đầu trên màn ảnh với tư cách là diễn viên vào tháng 10/1999. Anh tham gia phần năm của bộ phim 3 nen B gumi Kinpachi Sensei trong vai Akihiko Fugakawa và năm 2001 tiếp tục đóng tập đặc biệt của bộ phim này. Kamenashi cũng bắt đầu xuất hiện trên sân khấu với vai trò diễn viên phụ trong các vở nhạc kịch Show Geki Shock, Shock is Real Shock, Dream Boy và Dream Boys từ năm 2001 đến năm 2004. Cuối năm 2004, anh tiếp quản vai chính của Dream Boys thay cho Hideaki Takizawa và tiếp tục giữ vai chính ấy cho đến nay.
Bốn năm sau, cuối năm 2005, Kame mới quay trở lại màn ảnh nhỏ với vai Odagiri Ryu trong Gokusen 2, đóng cùng nữ diễn viên Nakama Yukie và bạn cùng nhóm Akanishi Jin. Bộ phim vẫn giữ nguyên tiếng tăm và thành công như ở phần 1 với mức rating 27,8% và được trao giải "Phim truyền hình xuất sắc nhất" khi Kamenashi nhận giải "Diễn viên phụ xuất sắc nhất" tại Television Drama Academy Awards lần thứ 44. Ngoài ra anh cũng đoạt giải "Diễn viên phụ xuất sắc nhất" cho vai diễn này tại Nikkan Sports Drama Grand Prix lần thứ 8. Cùng năm ấy, anh còn đóng cùng Ueno Juri trong phim điện ảnh Kinda'ichi Shōnen no Jikenbo. Vai thám tử Hajime Kinda'ichi được tiếp quản từ vai của đàn anh Matsumoto Jun năm 2001. Kết thúc năm 2005 đầy thành công là vai chính trong phim Nobuta wo Produce. Sự nỗ lực của Kame được đền đáp bằng giải "Nam diễn viên chính xuất sắc nhất tại Television Drama Academy Awards lần thứ 47.Nobuta wo Produce cũng giành được giải "Phim truyền hình xuất sắc nhất" tại Nikkan Sports Drama Grand Prix lần thứ 9.
Năm 2006, Kame tham gia đóng bộ phim truyền hình tình cảm của đài Fuji TV, Suppli với Ito Misaki. Cùng năm ấy, anh đảm nhận vai chính trong Yuuki, bộ phim điện ảnh hai phần của đài NTV. Yuuki dựa trên một câu chuyện có thật về một chàng trai mất năm 23 tuổi sau khi được chẩn đoán bị mắc một căn bệnh kì lạ: xương sọ của cậu bị sụp khiến sau này cậu phải vật lôn với bảy căn bệnh không thể nào chữa khỏi. Yuuki được đánh giá rất cao cùng rating là 22,7%. Kamenashi còn đóng một bộ phim truyền hình nữa cũng vào năm 2006 cùng nữ diễn viên Ayase Haruka và thành viên cùng nhóm Tanaka Koki: Tatta Hitotsu no Koi.
Trong năm 2007 Kame chỉ tham gia tập 9 bộ phim Tokkyu Tanaka 3 Go với tư cách khách mời. Và sau đó là vai chính Hatanaka Kosaku trong phim chuyển thể của bộ truyện tranh 1 Pound no Fukuin vào năm 2008.
Kami no Shizuku (2009) là bộ phim có rating thấp nhất Kame từng đóng. Tuy vậy nó vẫn giành giải "Phim truyền hình xuất sắc nhất" tại Nikkan Sports Drama Grand Prix lần thứ 12 cùng giải "Nam diễn viên chính xuất sắc nhất" của Kame. Kamenashi còn tham gia làm khách mời trong tập 3 của bộ phim MR.BRAIN (diễn viên chính là đàn anh Kimura Takuya). 11/7/2009 đánh dấu sự xuất hiện lần đầu của Kame trên màn ảnh rộng với đóng vai Odagiri Ryu, giờ là một giáo viên thực tập, trong Gokusen The Movie. Bộ phim đạt được thành công rực rỡ khi thu được nửa tỉ yên ngay tuần đầu công chiếu.
Đầu năm 2010, anh đảm nhận vai chính Takano Kyouhei trong phim truyền hình chuyển thể từ bộ truyện tranh nổi tiếng cùng tên Yamato Nadeshiko Shichi Henge. Bộ phim giành được giải "Phim truyền hình xuất sắc nhất" tại Nikkan Sports Drama Grand Prix lần thứ 13. Kamenashi cũng nhận giải "Nam diễn viên chính xuất sắc nhất".
- Youkai Ningen Bemu trong vai Bem (NTV, 2011)
- Yamato Nadeshiko Shichi Henge trong vai Takano Kyohei (TBS, 2010)
- Gokusen The Movie trong vai Odagiri Ryu (2009)
- MR. BRAIN trong vai Wakui Masakazu (TBS, 2009, tập 3)
- Kami no Shizuku trong vai Kanzaki Shizuku (NTV, 2009)
- Ichi-Pondo no Fukuin trong vai Hatanaka Kosaku (NTV, 2008)
- Tokkyu Tanaka San Go trong vai Shibahara Toru (TBS, 2007, ep9)
- Tatta Hitotsu no Koi trong vai Kanzaki Hiroto (NTV, 2006)
- Kuitan (NTV, 2006, SP, cameo)
- Yuuki trong vai Yuuki (NTV, 2006)
- Suppli trong vai Ishida Yuya (Fuji TV, 2006)
- Nobuta wo Produce trong vai Kiritani Shuji (NTV, 2005)
- Kindaichi Shonen no Jikenbo 2005 trong vai Kindaichi Hajime (NTV, 2005)
- Gokusen 2 trong vai Odagiri Ryu (NTV, 2005)
- 3 nen B gumi Kinpachi Sensei 5 trong vai Fukagawa Akihiko (TBS, 1999)

## Chương trình phát thanh
- Kamenashi Kazuya Kase by Kase phát sóng bởi Nippon Cultural Broadcasting từ 4 tháng 4 năm 2008 - hiện tại.

## Quảng cáo
| Thương hiệu               | Năm           | Sản phẩm               |
| ------------------------- | ------------- | ---------------------- |
| Lotte                     | 2002-hiện tại | Crunky Chocolate       |
| Lotte                     | 2003-hiện tại | Plus X (Gum)           |
| Otsuka Pharmaceutical Co. | 2005          | Oroninim C             |
| Nintendo                  | 2005          | Dance Dance Revolution |
| Kadokawa Shoten           | 2005          | The Television         |
| Rohto Pharmaceutical Co.  | 2005          | Rohto Zi:              |
| Rohto Pharmaceutical Co.  | 2005          | V Rohto Cool           |
| SKY Perfect               | 2006          | SKY PerfecTV!          |
| NTT DoCoMo                | 2005-2006     | FOMA902i               |
| NTT DoCoMo                | 2006          | FOMA new9              |
| NTT DoCoMo                | 2006          | FOMA903i               |
| NTT DoCoMo                | 2007          | FOMA903iTV             |
| KFC                       | 2007-2008     | Black Pepper Chicken   |

- 2004-2005: 8th Nikkan Sports Drama Grand Prix: Diễn viên phụ xuất sắc nhất với Gokusen 2
- 2005: 44th Television Drama Academy Awards: Diễn viên phụ xuất sắc nhất với Gokusen 2
- 2006: 47th Television Academy Awards: diễn viên chính xuất sắc với Nobuta wo Produce
- 2006: Giải Nhất Phim Quảng Cáo Hàng Năm Đài NTV (2006)
- 2006: 23rd Best Jeans Award: người mặc quần jean đẹp nhất
- 2007: 24th Best Jeans Award: người mặc quần jean đẹp nhất
- 2007: 1st Astar TV Drama Awards: Diễn viên mới xuất sắc nhất châu á năm 2007(của Japan)
- 2008: 25th Best Jeans Award: người mặc quần jean đẹp nhất
- 2009: Best Jeanist Award
- 2010: Best Jeanist - 5th consecutive win as Best Jeanist - Eternal Jeanist

- Wiki D-Addicts: Kamenashi Kazuya

1. ↑  Anh được coi là thủ lĩnh không chính thức của KAT-TUN. Bảng xếp hạng: KAT-TUN, GReeeeN still hot, Tokyograph
2. ↑  Bảng xếp hạng: Johnny's all around, Tokyograph; truy cập ngày 31 tháng 5 năm 2009
3. ↑  Seishun Amigo Lưu trữ ngày 23 tháng 9 năm 2010 tại Wayback Machine, Jpop Stop; truy cập ngày 11 tháng 4 năm 2009.

4. http://best-jeans.com/jeanist/index.shtml Lưu trữ ngày 12 tháng 12 năm 2010 tại Wayback Machine
 Lưu trữ ngày 12 tháng 12 năm 2010 tại Wayback Machine